# Николай Владимиров
Николай Владимиров е съвременен български поет. Редактор на списание Нова социална поезия. Публикува свои творби в интернет под псевдонима machkar.

## Биография
Роден е на 1 март 1981 г. в София. Завършва 33 езикова гимназия „Света София“ и право в Софийски университет. Работи като адвокат. Бил е заместник-председател на Асоциация на независимите млади таланти и ръководител на литературен клуб „Икар“, с които организира множество литературни конкурси и събития.
Носител е на литературни награди от конкурсите „Веселин Ханчев“ (2004), „Витошко лале“ и „Просто сълза“. Автор е на стихосбирките „Целуващият лешници“ и „Прошка от сулган“. Романът му „Анели“ е награден за прозаична творба на конкурс в Бордо, Франция. Владимиров е съставител на „Антология на младите български поети“, която излиза през 2006, 2007 г. и 2008 г.
От 2016 до 2017 г. е редактор в списание Нова социална поезия и водещ на ежемесечните литературни четения на изданието. През май 2017 г. излиза стихосбирката му „Отсъствия“. След скандала около публикацията в сп. „Егоист“ Владимиров напуска Нова социална поезия.